# Circuit Bugatti du Mans
Circuit Bugatti du Mans eller Le Mans Bugatti är en racerbana i Le Mans i Frankrike. 
Banan har fått sitt namn efter den italienske bildesignern Ettore Bugatti.
Circuit Bugatti, som ligger 5 km söder om centrum, byggdes 1965 vid Circuit de la Sarthe, på vilken det välkända sportvagnsloppet Le Mans 24-timmars körs. 
Frankrikes Grand Prix kördes på Circuit Bugatti en gång, vilket skedde 1967.
Banan, som har en publikkapacitet på uppemot 100 000 åskådare, används numera för 24 timmars truck racing, Formel 3000, French Touring Car Championship och GT-lopp.
Sedan 2000 körs en VM-deltävling i MotoGP årligen, dessutom körs Le Mans 24-timmarsrace för motorcyklar på Bugattibanan.

## F1-vinnare
| Säsong | Förare                   | Tillverkare   |
| ------ | ------------------------ | ------------- |
| 1967   | Jack Brabham, Australien | Brabham-Repco |

## MotoGP-vinnare
| Säsong | Förare                      | Tillverkare |
| ------ | --------------------------- | ----------- |
| 2011   | Casey Stoner, Australien    | Yamaha      |
| 2010   | Jorge Lorenzo, Spanien      | Yamaha      |
| 2009   | Jorge Lorenzo, Spanien      | Yamaha      |
| 2008   | Valentino Rossi, Italien    | Yamaha      |
| 2007   | Chris Vermeulen, Australien | Suzuki      |
| 2006   | Marco Melandri, Italien     | Honda       |
| 2005   | Valentino Rossi, Italien    | Yamaha      |
| 2004   | Sete Gibernau, Spanien      | Honda       |
| 2003   | Sete Gibernau, Spanien      | Honda       |
| 2002   | Valentino Rossi, Italien    | Honda       |
| 2001   | Max Biaggi, Italien         | Yamaha      |
| 2000   | Álex Crivillé, Spanien      | Honda       |